# بني محمود (الطيال)

تعديل مصدري - تعديل

بني محمود هي إحدى قرى عزلة بني سحام بمديرية الطيال التابعة لمحافظة صنعاء، بلغ تعداد سكانها 319 نسمة حسب تعداد اليمن لعام 2004.